# Chaconne en fa mineur (Pachelbel)

La chaconne en fa mineur pour orgue de Johann Pachelbel est une des quelques pièces de ce genre qu'il a composées, et probablement la plus connue parmi toutes ses œuvres pour cet instrument.

## Présentation
Comme la plupart des chaconnes composées par Pachelbel (à l'exception de la chaconne en ré majeur), la partition de la chaconne en fa mineur n'est conservée que dans une seule copie de l'époque. Ce manuscrit est actuellement propriété de la Bibliothèque royale de Belgique à Bruxelles (catalogué sous le N° MS II.3911) et il contient sept groupes de pièces, chacun comportant une chaconne).   
Parmi ces pièces se trouve donc la chaconne en fa mineur qui, selon le copiste, est de Pachelbel. Dans le même recueil manuscrit se trouve une autre chaconne, en la majeur, également attribuée à Pachelbel, mais celle-là n'a pas été examinée plus avant par les experts musicologues (elle est répertoriée parmi les pièces d'attribution douteuse dans le catalogue de Perreault, PWC 44). Il s'y trouve enfin quatre autres chaconnes anonymes, peut-être composées par un élève de Pachelbel.  
Il n'y a pas d'indication de la date de composition, celle-ci reste inconnue. Cependant, comme c'est la composition la plus élaborée parmi les autres chaconnes, on suppose qu'elle est représentative d'un style tardif chez ce compositeur.  
La chaconne comprend un thème de 8 mesures et 22 variations, dont la dernière est une reprise du thème presque à l'identique.
Le motif de basse ostinato (à la pédale) n'est pas répété tel que dans toutes les variations ; il disparaît même dans certaines d'entre elles, anticipant des passages similaires dans la célèbre Passacaille et fugue en do mineur de Jean-Sébastien Bach, BWV 582. La technique de variation de Pachelbel consiste à « disséquer » les harmonies, plutôt qu'à varier mélodiquement le thème, ce qui est typique de ses chaconnes les plus accomplies : la Chaconne en ré mineur et la Chaconne en fa majeur. La Chaconne en fa mineur est considérée comme l'une des plus belles œuvres de Pachelbel.

## Discographie
- Complete keyboard music (CD N°10) - Simone Stella - 13 CD Brilliant Classics 2019 (OCLC 1083267527)